# تاسيلا (اغنتفار)
تاسيلا هو دُوَّار يقع بجماعة أسايس، إقليم الصويرة، جهة مراكش آسفي في المملكة المغربية. ينتمي الدوّار لمشيخة اغنتفار التي تضم 7 دواوير. يقدر عدد سكانه بـ 348 نسمة حسب الإحصاء الرسمي للسكان والسكنى لسنة 2004.

## روابط خارجية
- البوابة الوطنية للجماعات الترابية نسخة محفوظة 12 مارس 2018 على موقع واي باك مشين.
- المندوبية السامية للتخطيط